# Бурьянов, Александр Андреевич
Алекса́ндр Андре́евич Бурья́нов (1943—2003) — российский поэт, член Союза писателей России, автор пяти поэтических книг. Жил в г. Копейске.

## Биография
- 1943, 10 октября — родился в г. Магнитогорске
- 1959 — первая поэтическая публикация в газете «Магнитогорский металл». На стихи обратил внимание поэт Борис Ручьёв, пригласившего юного поэта в литературное объединение при газете «Магнитогорский рабочий»
- 1961 — окончил ремесленное училище № 1, начал трудовую деятельность на Магнитогорском металлургическом комбинате
- 1966 — окончил филологический факультет Магнитогорского государственного педагогического института (ныне — государственный университет). Направлен на работу в г. Копейск.
- 1966—1968 — работал корреспондентом газеты «Копейский рабочий»
- 1968 — являлся одним из организаторов Слёта краснознамённых городов СССР в Копейске
- 1968—1969 — избирался секретарём комсомольской организации Копейского горного техникума
- c 1981 — преподавал литературу, этику, эстетику в Копейском горном техникуме, вёл уроки истории и обществоведения в вечерней средней школе № 2 при исправительно-трудовом учреждении строгого режима ЯВ 48/6. Возглавлял совет воспитателей отрядов, руководил литературным клубом «Надежда».
- 1986—1994 — работал директором исправительно-трудового учреждения строгого режима ЯВ 48/6
- c 1994 — работает в тресте «Электротепловые сети» г. Копейска
- 2000 — за книгу «Ветра Кудыкиной горы» удостоен звания «Человек года» (Копейск)
- 2001 — принят в члены Союза писателей России
- 2003, 26 декабря — скончался в г. Копейске

## Литературная деятельность

### Поэма
- Урал Емельянович

### Циклы стихов
- Баллады
- Возвращение
- Дети радуги
- Колокола
- Между ночью и днём
- Огонь прозрения
- Солнце на поверке
- Тревоги сердца
- Трын-трава
- Узлы зла
- Шестое чувство

### Книги
1. 1991 — Урал Емельянович (стихи и баллады). — Челябинск, Южно-Уральское книжное издательство, 151 с. Редактор: В. Харьковский. Тираж: 5000 экз. ISBN 5-7688-0484-6
2. 1997 — Век отречения (стихи и баллады). — Челябинск, «Версия», 128 с. Редактор: К. Макаров. Тираж: 1500 экз. ISBN 5-86178-093-5
3. 1998 — Стихотворения для детей. — Челябинск.
4. 1999 — Ветра Кудыкиной горы (стихи и баллады). — Челябинск, «Лад», 224 с. Редактор: К. Макаров. Тираж: 1000 экз. ISBN 5-86178-042-0
5. 2001 — Кольцо змеи (стихи и баллады). — Челябинск.

### Публикации
1. Последний рейс. Трын-трава (стихи). — «Магнитогорский металл», 1959.
2. Урал Емельянович (поэма). — «Южный Урал» (Челябинск), 2004, № 3, с. 129—135.
3. Косуля (стихотворение). — Современный литературно-библиографический справочник. — Челябинск, Издательский дом «Светунец», 2005, с. 303—304.

## Награды
- Звание «Человек года» (Копейск) — за книгу «Ветра Кудыкиной горы» (2000)